# James Valentine (Musiker)

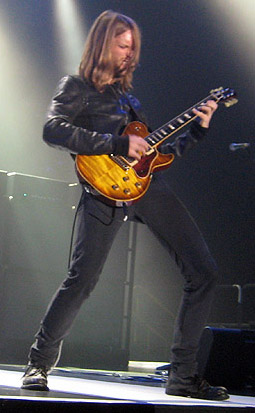
James Valentine, 2007

James Burgon Valentine (* 5. Oktober 1978 in Lincoln, Nebraska) ist ein US-amerikanischer Musiker und der Lead-Gitarrist der US-amerikanischen Pop-Rock-Band Maroon 5.

## Biografie
James und seine drei Schwestern und ein Bruder wurden als Mormonen von den Eltern großgezogen. Valentine spielte zunächst in Bands aus seiner Heimatstadt, wie Kid Quarkstar und Happy Dog. Im Jahr 2000 änderten Happy Dog ihren Namen in Square und zogen nach Los Angeles. Dort wurden die Mitglieder von Square und den Kara’s Flowers Freunde und als die Kara’s Flowers einen zweiten Gitarristen suchten, schloss sich Valentine der Band an. Die Spannungen unter den Mitgliedern von Square machten ihm den Wechsel leicht. Später benannten sie sich in Maroon 5 um.
2005 spielte Valentine zusammen mit Bassist Mickey Madden auf Rilo-Kiley-Frontfrau Jenny Lewis’ Solo-Album Rabbit Fur Coat mit. Ein Höhepunkt seiner Karriere, weil Jenny Lewis schon immer eine seiner Lieblings-Sängerinnen war und weil das Album von Mike Mogis, den er schon seit seinem 15. Lebensjahr kennt, produziert wurde. Valentine arbeitet auch als Komponist für andere Gruppen, beispielsweise für Lady Antebellum.